# The World Is Big and Salvation Lurks Around the Corner
The World Is Big and Salvation Lurks Around the Corner (en búlgaro, Светът е голям и спасение дебне отвсякъде, transliterado como es Svetat e golyam i spasenie debne otvsyakade) es una película dramática y road movie búlgara de 2008 coproducido con Eslovenia, Alemania y Hungría.
La película está dirigida por Stefan Komandarev y protagonizada por Miki Manojlović, Carlo Ljubek, Hristo Mutafchiev y Ana Papadopulu. Se basa en la novela autobiográfica del mismo nombre del escritor búlgaro-alemán Ilija Trojanow.
La película ha recibido críticas generalmente favorables de los críticos de cine y del público de todo el mundo, habiendo recibido más de 20 premios en festivales. El 20 de enero de 2010 se reveló que la película había sido seleccionada entre las nueve películas que pasarán a la siguiente ronda de votaciones en la categoría de Mejor película en lengua extranjera para los 82 Premios de la Academia.

## Argumento
En una pequeña ciudad de provincias búlgaras durante la década de 1980, el obrero Vasil 'Vasko' Georgiev (Hristo Mutafchiev) tiene problemas con el agente local del Partido Comunista (Nikolai Urumov) que quiere que Vasko supervise e informe sobre las actividades de su suegro. , Bai Dan (Miki Manojlović). Bai Dan es el "Rey del Backgammon" local y las autoridades locales lo acusan de realizar un taller ilegal en el que repara bicicletas y fabrica juegos de backgammon. Ante un dilema moral, Vasko decide emigrar más allá de la Cortina de Hierro a Europa Occidental con su esposa Yana (Ana Papadopulu) y su hijo Aleksander 'Sashko' (interpretado de niño por Blagovest Mutafchiev). La familia logra cruzar la frontera con Italia, pero se enfrenta a la perspectiva de una prolongada detención en un sombrío campo de refugiados hasta que Vasko pueda pagar para que sean introducidos de contrabando en Alemania.
Las secuencias de apertura saltan abruptamente desde el nacimiento de Sashko hasta el accidente automovilístico de la autopista de 2007 en el que sus padres mueren en su camino de regreso a Bulgaria por primera vez desde su emigración. Sashko (interpretado como adulto por Carlo Ljubek) es trasladado a un hospital con amnesia. Su abuelo Bai Dan decide ir a Alemania e intentar ayudar a Sashko a restaurar su pasado. Empieza a enseñarle a jugar al backgammon. Después de negarse a jugar, su abuelo obliga a Sashko a dejar el hospital y emprender un viaje con él un viaje de regreso a Bulgaria usando una bicicleta tándem, al pasado de Sashko y al romance y las perspectivas de un futuro más feliz.

## Reparto
| Actor                   | Función                    |
| ----------------------- | -------------------------- |
| Miki Manojlović         | Bai Dan                    |
| Carlo Ljubek            | Aleksander ashko' Georgiev |
| Hristo Mutafchiev       | Vasil 'Vasko' Georgiev     |
| Ana Papadopulu          | Yana Georgieva             |
| Lyudmila Cheshmedzhieva | Baba Sladka                |
| Nikolai Urumov          | Agente                     |
| Vasil Vasilev-Zueka     | Ivo Chikagoto              |
| Dorka Gryllus           | Maria                      |
| Heinz Josef Braun       | Dr. Schreiber              |
| Stefan Valdobrev        | Stoyan                     |

## Premios
La película ha recibido más de 20 premios en festivales alrededor del mundo.

### 2009
- Saturno International Film Festival - Saturno d'Oro a la mejor película, premio al mejor actor para Miki Manojlović
- Minsk International Film Festival - Golden Listopad a la mejor película
- Festival of European Cinema - Premio del público
- Benalmadena International Film Festival - Premio a la mejor película, Premio del jurado
- Festroia International Film Festival - Premio al mejor director, premio SIGNIS, premio del público
- Duress International Film Festival - Premio al mejor director
- Sevastopol Film Festival - Premio al mejor actor para Miki Manojlović
- Taipei International Film Festival - Premio del público
- Almaty International Film Festival - Premio al mejor actor para Miki Manojlović
- Vilnius International Film Festival - Gran Premio a la Mejor Película, Premio Especial del Jurado por Actuar para Miki Manojlović

### 2008
- Black Nights International Film Festival - Mención Especial del Jurado, 'Premio Don Quijote' de la Asociación Internacional de Cineclubes
- Film and the City Film Festival - Premio a la mejor película
- Zurich International Film Festival - Premio del público
- Golden Rose National Feature Film Festival - Mejor guion, mejor director de fotografía
- Warsaw International Film Festival - Premio especial del jurado
- Bergen International Film Festival - Premio del jurado principal "Cinema Extraordinaire"
- Sofia International Film Festival - Premio del público a la mejor película búlgara